# Ванситарт

Остров Ванситарт (на английски: Vansittart) е 39-ият по големина остров в Канадския арктичен архипелаг. Площта му е 997 км2, която му отрежда 48-място сред островите на Канада. Административно принадлежи къв канадската територия Нунавут. Необитаем.
Островът се намира в югозападната част на Басейна Фокс (между п-ов Мелвил на запад и остров Бафинова земя на изток). Тесния, едва 1,6 км проток Хърд (Hurd Strait) го отделя на север от южното крайбрежие на п-ов Мелвил, а протока Фрозен Стрийт (Frozen Strait) на югозапад – от малкия остров Уайт и големия Саутхамптън. Източно от острова има цяла „гирлянда“ от малки острови (Опозит, Датски, Стърджес Бърн и др.) проточил се от п-ов Мелвил на север до Ванситарт на юг.
От северозапад на югоизток островът има дължина от 75 км, а максималната му ширина е 26 км. Тесен провлак широк само 1,2 км разделя острова на две обособени части – северозападна по-голяма и югоизточна (п-ов Саклаарджук) по-малка. От двете страни на провлака има дълбоко врязани заливи – Соконтен на североизток и Петерсен на югозапад. Освен тези два по-големи залива по крайбрежието има множество малки заливчета и полуострови, които допълнително увеличават разчленеността на бреговата линия, която има дължина от 344 км.
Релефът на острова е предимно равнинен и нискохълмист със средна височина от 50 до 100 м. Максимална височина от 230 м има в източната част на острова.
Южните брегове на остров Ванситарт са открити на 12 юли 1615 г. от Робърт Байлот и Уилям Бафин, но те не установят островното му положение. Пръв който изследва, картира и доказва островното му положение е английският полярен изследовател Уилям Едуард Пари през юли 1821 г. Пари кръщава новооткрития остров в чест на тогавашния (1812-1823) британски финансов министър Николас Ванситарт (лорд Бексли, 1766-1851), отпуснал солидна финансова помощ на експедицията му.
|  | Тази страница частично или изцяло представлява превод на страницата „Ванситтарт (остров)“ в Уикипедия на руски. Оригиналният текст, както и този превод, са защитени от Лиценза „Криейтив Комънс – Признание – Споделяне на споделеното“, а за съдържание, създадено преди юни 2009 година – от Лиценза за свободна документация на ГНУ. Прегледайте историята на редакциите на оригиналната страница, както и на преводната страница, за да видите списъка на съавторите. ВАЖНО: Този шаблон се отнася единствено до авторските права върху съдържанието на статията. Добавянето му не отменя изискването да се посочват конкретни източници на твърденията, които да бъдат благонадеждни. |